# 季国平
季国平（1956年8月—），男，汉族，江苏泰兴人，中华人民共和国戏剧理论家，中国戏剧家协会分党组副书记兼秘书长、副主席。